# Swanea
Swanea is een geslacht van rechtvleugeligen uit de familie Morabidae. De wetenschappelijke naam van dit geslacht is voor het eerst geldig gepubliceerd in 1976 door Key.

## Soorten
Het geslacht Swanea omvat de volgende soorten:
- Swanea carbolineata Rehn, 1952
- Swanea laticornis Sjöstedt, 1921